# Antas de Ulla

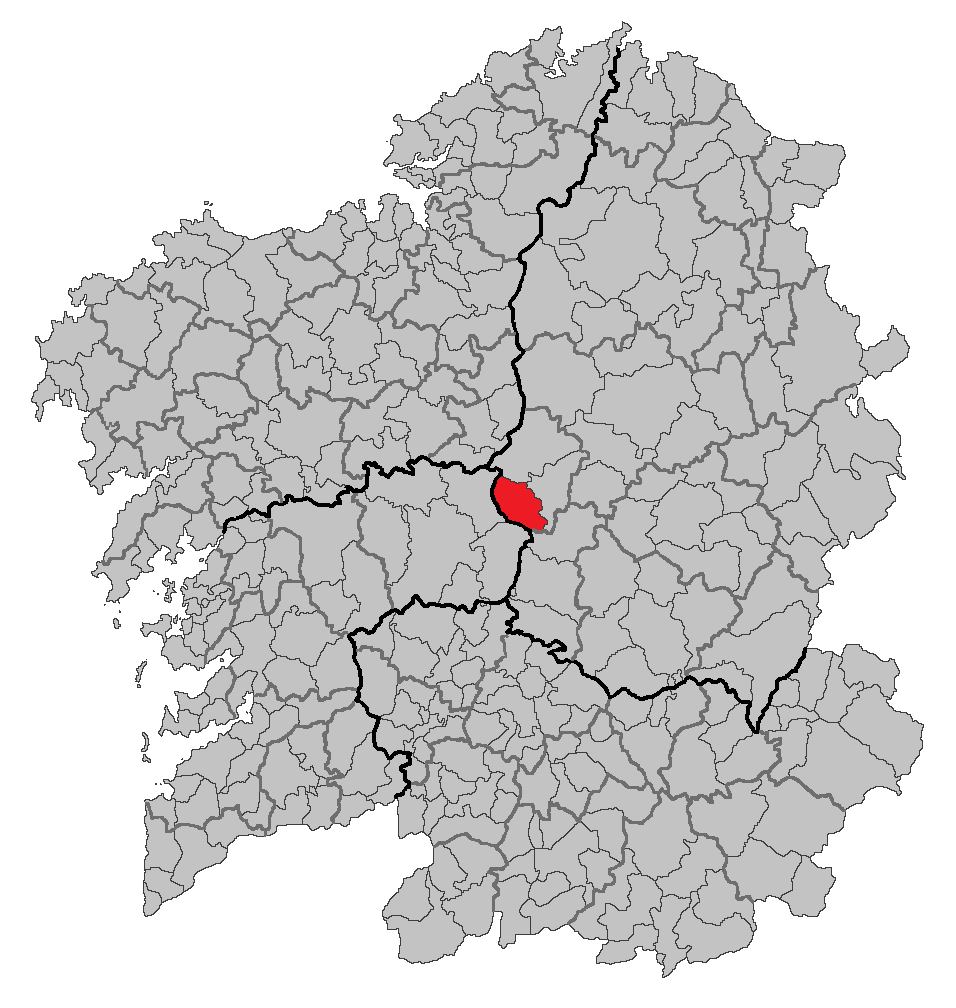
Antas de Ulla, Lugo, Galizia

Antas de Ulla è un comune spagnolo di 2 695 abitanti situato nella comunità autonoma della Galizia.